# نائومی لیزل
نائومی لیزل (انگلیسی: Naomi Layzell؛ زادهٔ ۲۹ فوریهٔ ۲۰۰۴) بازیکن فوتبال اهل انگلستان است که در پست مدافع میانی برای باشگاه بریستول سیتی در سوپر لیگ زنان انگلستان بازی می‌کند.
وی در تیم‌های ملی فوتبال زیر ۱۵ سال زنان انگلستان،زیر ۱۶ سال زنان انگلستان, زیر ۱۸ سال زنان انگلستان, زیر ۱۹ سال زنان انگلستان، و زیر ۲۳ سال زنان انگلستان بازی کرده است.